# Prințesa Alexia a Greciei și Danemarcei
Prințesa Alexia a Greciei și Danemarcei (în greacă Αλεξία πριγκίπισσα της Δανίας, n. 10 iulie 1965, Regatul Greciei, Grecia) este cel mai mare copil al lui Constantin al II-lea și al Annei-Marie a Danemarcei, care au fost rege și regină ai Greciei din 1964 până la abolirea monarhiei în 1973 de o juntă militară. Prințesa Alexia este și nepoata reginei Margareta a II-a a Danemarcei și a reginei Sofía a Spaniei.

## Tinerețe
De la propria sa naștere la nașterea fratelui său Pavlos, la 20 mai 1967, Alexia a fost moștenitoare prezumtivă la tronul Greciei, care era pe atunci o monarhie în funcțiune. Ordinea succesiunii la tron a Greciei a fost determinată de primogenitura preferințelor masculine, similară cu legile succesorale ale Spaniei, mai degrabă decât Legea Salică, răspândită în mare parte a continentului, care a împiedicat succesiunea femeilor.
Înainte de a studia la Hellenic College din Londra, a urmat școala Miss Surtee pentru băieți și fete din Roma, Italia. După Hellenic College, a studiat din 1985 la Colegiul Froebel al Institutului Roehampton, o divizie a Universității Surrey și a obținut o licență în istorie și educație în 1988. În 1989, a obținut un certificat de studii postuniversitare și a devenit profesoară de școală primară în zona Southwark din Londra între 1989 și 1992 înainte de a se muta la Barcelona unde a devenit profesoară a copiilor cu dizabilități de dezvoltare.

## Căsătorie și copii
La 9 iulie 1999, Alexia s-a căsătorit cu Carlos Javier Morales Quintana, arhitect și yachtsman campion, la Catedrala Sf. Sofia, o biserică ortodoxă greacă de pe bulevardul Moscova, în zona Bayswater din Londra. Mireasa a purtat o rochie a designerului austriac Inge Sprawson. Însoțitoarele sale au fost sora ei, prințesa Theodora, nepoata ei, prințesa Maria-Olympia și prințesa Mafalda, fiica lui Kyril, prinț al Preslavului, fiul fostului rege al Bulgariei, Simeon de Saxa-Coburg-Gotha. Cuplul are patru copii: Arrietta Morales y de Grecia (născută la 24 februarie 2002 la Barcelona), Ana María Morales y de Grecia (născută la 15 mai 2003 la Barcelona), Carlos Morales y de Grecia (născut la 30 iulie 2005 la Barcelona) și Amelia Morales y de Grecia (născută la 26 octombrie 2007 la Barcelona).
Alexia și familia ei locuiesc acum în țara natală a soțului ei, în portul de agrement Puerto Calero, municipalitatea Yaiza, insula Lanzarote din Insulele Canare, Spania, într-o casă proiectată de soțul ei.

## Titluri
- 10 iulie 1965 – prezent: „Alteța Sa Regală” Prințesa Alexia a Greciei și Danemarcei[5]

## Arbore genealogic
Pe lângă Frederica de Hanovra și Ingrid a Suediei, Prințesa Alexia a Greciei și Danemarcei este și nepoată a reginei Margareta a II-a și a reginei Sofia a Spaniei.